# Зелёный Яр (Ямало-Ненецкий автономный округ)
Зелёный Яр — село в Приуральском районе Ямало-Ненецкого автономного округа России.

## География
Находится на реке Полуй в 40 километрах к юго-востоку от Салехарда.

## Население
| 1989 | 2002 | 2010 | 2021 |
| ---- | ---- | ---- | ---- |
| 251  | ↗258 | ↗277 | ↘216 |

## История
С 2005 до 2021 гг. входило в состав Аксарковского сельского поселения, упразднённого в 2021 году в связи с преобразованием муниципального района в муниципальный округ.

## Инфраструктура
В селе имеется начальная школа, детский сад, сельский дом культуры, сельская библиотека, магазин с хлебопекарней, фельдшерско-акушерский пункт, дизельная электростанция и котельная установка, также есть храм-часовня.

## Транспортное сообщение
С 17 октября 2019 года открыт новый маршрут Салехард — Зелёный Яр. Судно на воздушной подушке «Нептун-23» будет перевозить пассажиров два раза в неделю: по вторникам и субботам. Стоимость билета для взрослого — 500 рублей, для ребёнка — 250 рублей, багаж оплачивается отдельно — 50 рублей за килограмм. Суда на воздушной подушке «Нептун — 23» приобретались правительством округа для работы в межсезонье (в период ледостава и ледохода) на переправе Салехард — Лабытнанги. В остальное время суда будут работать на маршруте «Салехард — Зелёный Яр».

## Археология и палеогенетика
Известно как место археологических раскопок средневекового могильника (IX—XIII века) и находками мумий. По состоянию на 2017 год опубликованы материалы исследования 37 погребений, содержащих останки 43 человек. В восьми захоронениях XII—XIII вв. были обнаружены мумифицированные останки. Анализ древней ДНК мумий из Зелёного Яра выявил наличие пяти митохондриальных гаплогрупп: H3ao, D, D4j8U5a, U4b1b1, U5a.